# Mạn việt quất
Mạn việt quất hay Nam việt quất (tiếng Hán Việt có nghĩa là "việt quất (dây) leo", tiếng Anh là Cranberry), là một loài cây bụi thấp xanh quanh năm, cũng có thể mọc theo dạng dây bò trên đất, thuộc chi Việt quất (Vaccinium), phân chi Oxycoccos, đôi khi cũng được xem theo một chi riêng là Oxycoccos. nam việt quất thường mọc dại ở các vùng đầm lầy phân hóa (có nhiều than bùn) ở miền ôn đới Bắc bán cầu. Nam việt quất mọc thành bụi cao khoảng 20 cm, hoặc dây bò dài khoảng 2 m.

## Phân loại và đặc điểm

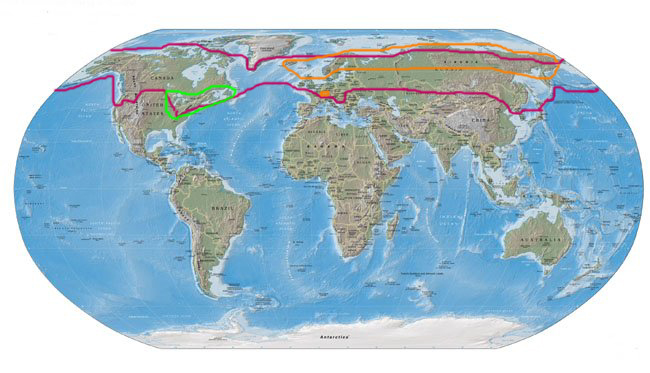
Sơ lược khu vực sống của các loại nam việt quất. Oxycoccos: Đỏ: mạn việt quất thường. Cam: mạn việt quất nhỏ. Xanh lá: nam việt quất châu Mỹ.

Có ba hay bốn loại mạn việt quất, được chia thành 2 nhóm như sau:
Phân chi Oxycoccos, nhóm Oxycoccos
- Vaccinium oxycoccos hay Oxycoccos palustris (nam việt quất thường(Common Cranberry) hay nam việt quất miền Bắc(Northern Cranberry)) mọc khắp những vùng có khí hậu mát mẻ ở Bắc bán cầu, bao gồm phía Bắc châu Âu, bắc Á và phía bắc Bắc Mỹ. Lá nhỏ khoảng 5–10 mm. Hoa màu hồng sẫm có gai nhọn màu tím ở giữa, mọc trên cuống có lông tơ. Quả màu hồng nhạt có vị chua gắt.
- Vaccinium microcarpum hay Oxycoccos microcarpus (nam việt quất nhỏ(Small Cranberry)) mọc ở Bắc Âu và Bắc Á, khác với nam việt quất thường ở chỗ lá giống hình tam giác hơn, và cuống hoa không có lông tơ. Một số nhà thực vật học xếp mạn việt quất chung vào chung nhóm với mạn việt quất thường (V. oxycoccos).
- Vaccinium macrocarpon hay Oxycoccos macrocarpus (nam việt quất to(Large cranberry), nam việt quất Mỹ(American Cranberry), hay Dâu gấu(Bearberry)): loài bản xứ ở Đông Bắc Bắc Mỹ (miền đông Canada, và miền đông Hoa Kỳ, phía nam bang North Carolina ở các vùng núi). Lá to hơn lá nam việt quất thường (V. oxycoccus), dài khoảng 10–20 mm, vị quả hơi giống như táo.

Phân chi Oxycoccos, nhóm Oxycoccoides
- Vaccinium erythrocarpum hay Oxycoccos erythrocarpus (nam việt quất núi Nam (Southern Mountain Cranberry)) mọc miền đông nam Bắc Mỹ ở các vùng cao trên đỉnh Apalachian, và vùng đông châu Á.

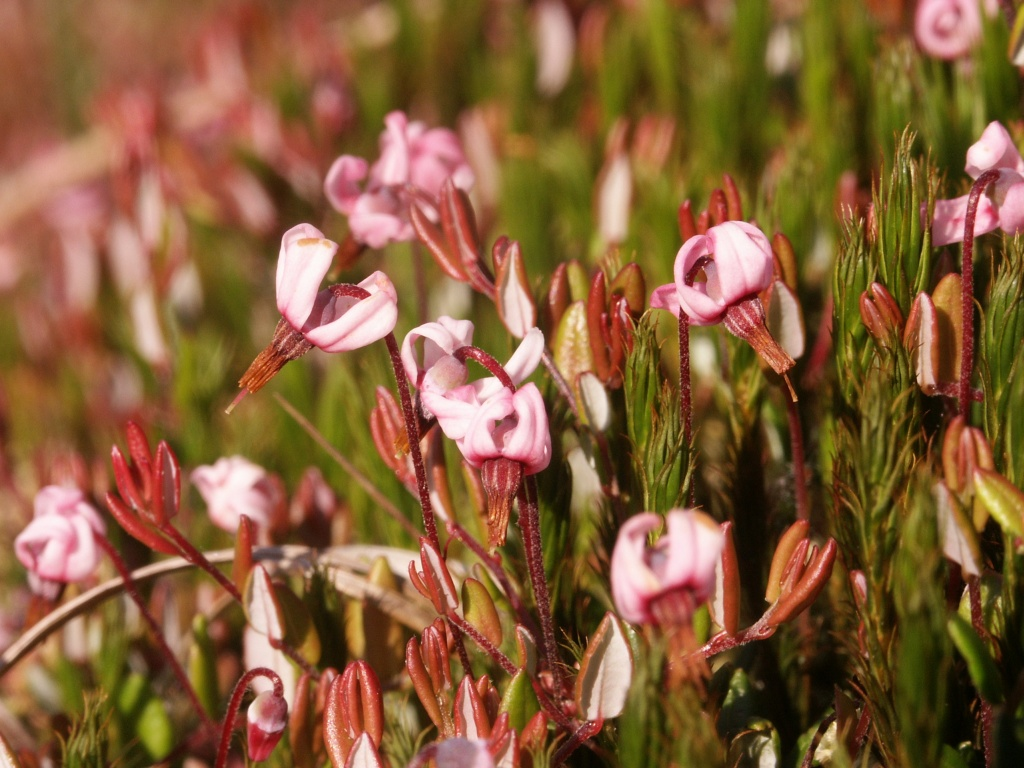
Hoa mạn việt quất (Vaccinium oxycoccos)

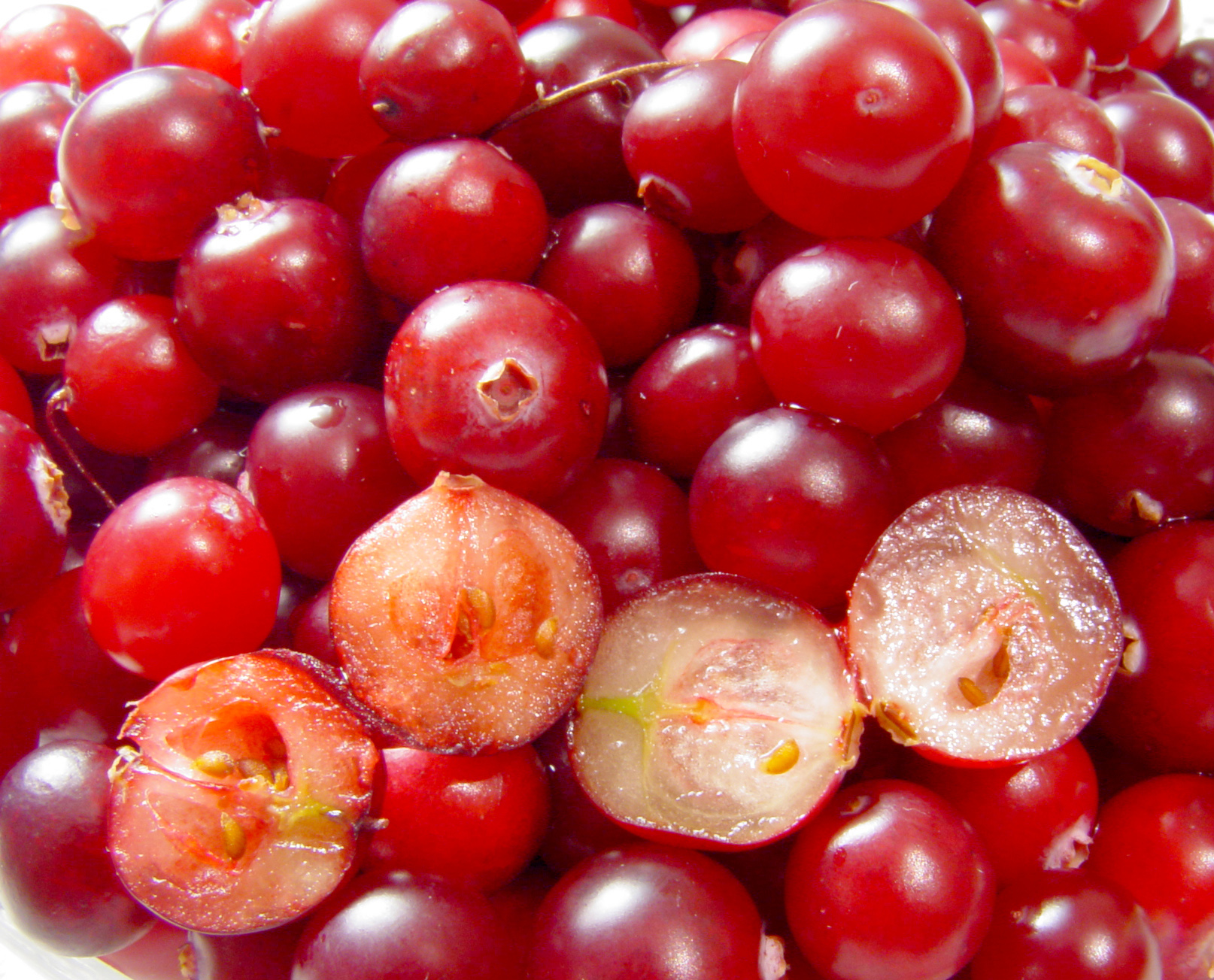

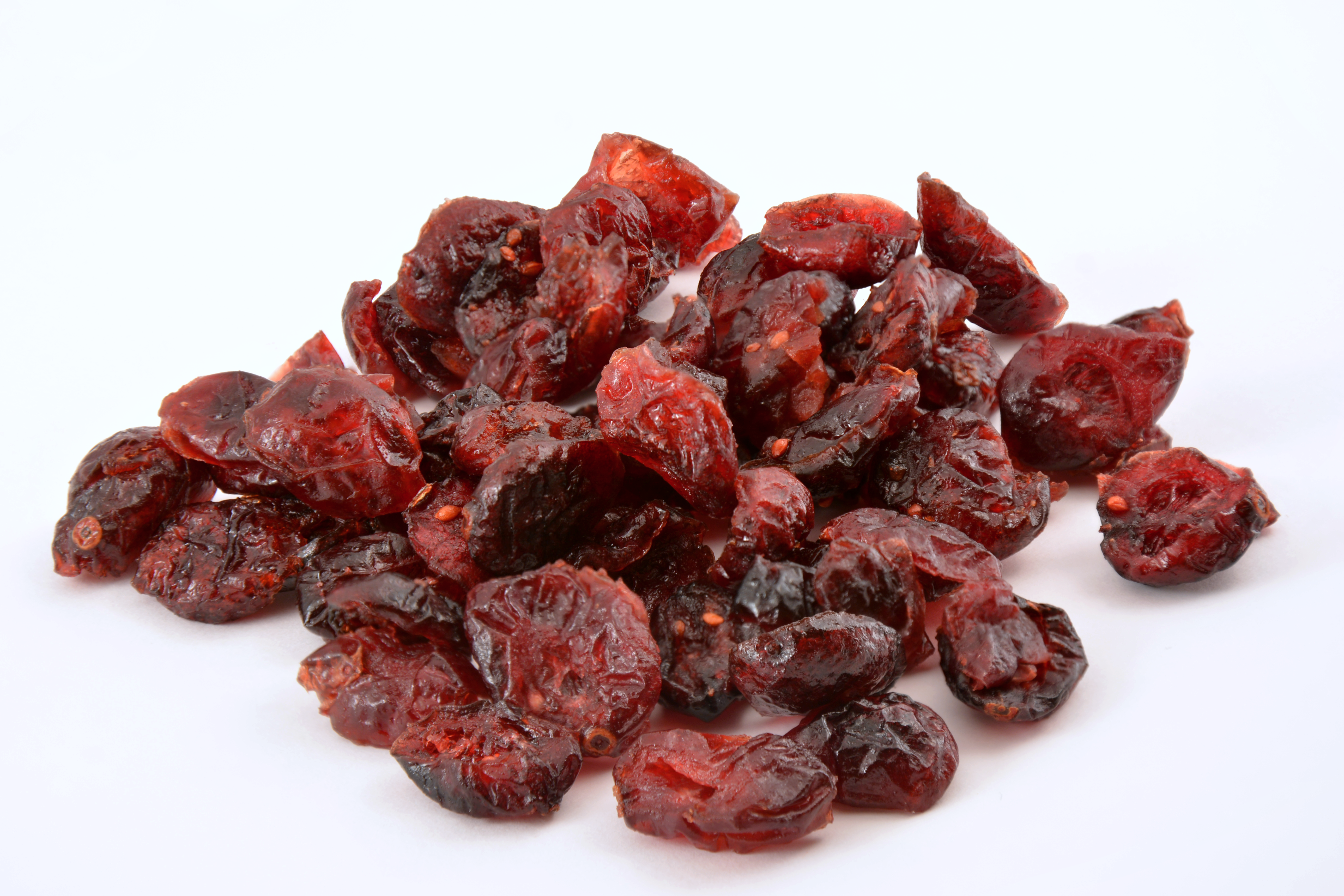
Trái Mạn việt quất khô

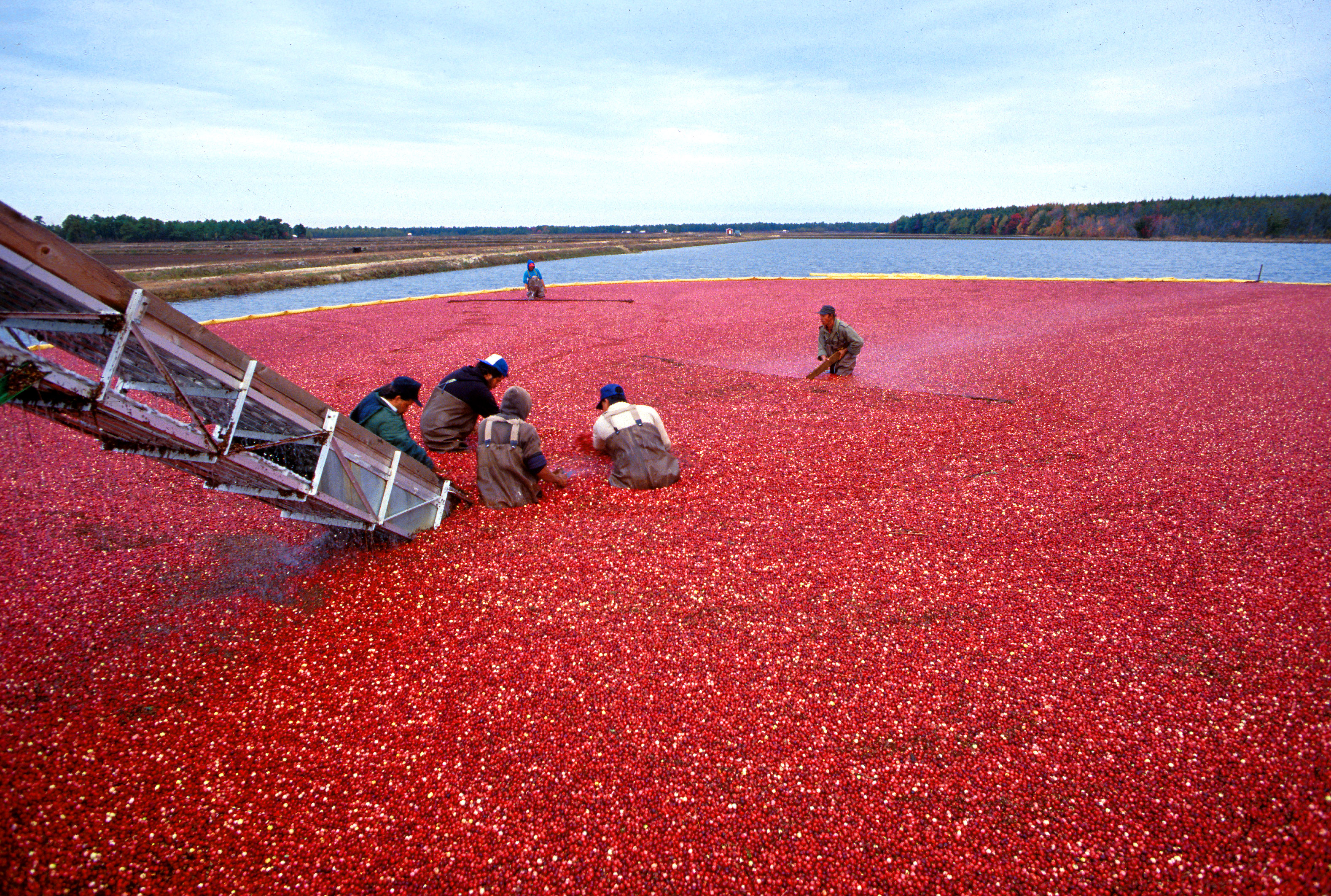
Thu hoạch Mạn việt quất tại New Jersey

Nam việt quất cùng họ với trái việt quất (blueberry), nhưng cây việt quất có thân gỗ dày hơn, bụi mọc cao hơn, hoa hình chuông, và cánh hoa không có tính cảm ứng.
Nhánh nam việt quất mỏng, không có thân gỗ cứng, lá nhỏ xanh quanh năm, hoa màu hồng sẫm, thụ phấn bằng ong mật. Trái nam việt quất to hơn lá, lúc nhỏ màu trắng, sau chuyển màu dần sang đỏ thẫm khi chín hẳn. Trái nam việt quất ăn được, có vị chua gắt lấn át vị ngọt ngay cả khi đã chín.

## Tên gọi và lịch sử
Tên tiếng Anh của nam việt quất là cranberry, có nguồn gốc từ chữ "craneberry" ("crane" nghĩa là "hạc"), được dùng đầu tiên bởi những người di dân Âu châu sang Hoa Kỳ, vì họ thấy hình dáng cánh hoa, đài hoa, cuống hoa có vẻ giống như mỏ, đầu, và cổ chim hạc. Một tên khác cho loài này ở phía Bắc Canada là mossberry, hay "dâu rêu"). Tên tiếng Anh nguyên thủy của loài Vaccinium oxycoccos, fenberry (dâu dương xỉ), xuất phát từ việc người ta tìm thấy chúng mọc lẫn với dương xỉ trong những vùng đầm lầy. Tên tiếng Việt của quả có nguồn gốc từ tiếng Hán "mạn việt môi quả" (蔓越莓果) và chuyển thành "quả nam việt quất".

## Chế biến
Khoảng 95% nam việt quất thu hoạch được chế biến thành nước ép trái cây, sốt, và nam việt quất khô thêm đường, 5% còn lại bán tươi ở chợ.
nam việt quất ăn tươi thường quá gắt, vì nó có vị chua và đắng.
Nước ép nam việt quất là sản phẩm chính từ nam việt quất, thường được thêm đường để làm thành món "cocktail nam việt quất" hoặc pha với các loại nước ép quả khác để giảm vị chua. Nhiều loại cocktail, như Cosmopolitan, được pha với nước ép nam việt quất.
Trái nam việt quất cũng được nghiền thành một dạng rau câu (jelly), gọi là sốt nam việt quất (cranberry sauce), dọn kèm với các món rô ti như món gà tây trong lễ Giáng Sinh của người Anh, hay lễ Tạ Ơn của người Mỹ và người Canada. nam việt quất cũng được cho vào bánh (muffins, scones và bánh gateau). Những đầu bếp sáng tạo còn dùng nam việt quất để thêm vị chua cho các món mặn như súp hay món hầm.
Mạn việt quất tươi có thể được đông lạnh tại nhà để bảo quản trong 9 tháng, khi cần dùng thì không cần phải rã đông.
Rượu nam việt quất (Cranberry wine) sản xuất tại các vùng trồng nam việt quất ở Mỹ được làm từ nam việt quất nguyên trái hoặc nước ép nam việt quất.
Nam việt quất là một trong những loại thực phẩm được canh tác rộng rãi khắp các tiểu bang Hoa Kỳ và Canada. Phần lớn nam việt quất thu hoạch được chế biến thành nước ép quả, sốt, và mạn việt quất sấy khô thêm đường, phần còn lại để tươi để bán cho người tiêu dùng. Sốt nam việt quất là một món truyền thống không thể thiếu trong ngày Lễ Tạ ơn của người Mỹ và người Canada, cũng như trong các dịp lễ hội mùa đông của người châu Âu.